# Thomas Dörfler
Thomas Dörfler (* 1966 in München) ist ein deutscher Bühnen- und Kostümbildner und Maler.
Seine beruflichen Anfänge reichen in die Mitte der 1980er Jahre zurück, als er bei seinem Vater Walter Dörfler assistierte und mit Regisseuren wie Rudolf Nölte und Karl Paryla zusammenarbeitete. Es folgte die Arbeit als freier Theatermaler für Theater, Film und Fernsehen, hauptsächlich aber an den Münchner Kammerspielen bei Alfons Ostermeier. Dort malte er für Bühnenbildner wie Bob Wilson, Jürgen Rose, Ezio Toffolutti und Volker Pfüller.
Als Maler folgten (Einzel-)Ausstellungen in Schongau (Stadtmuseum 1994), Penzberg, München (Kunstpark Ost 2000; Forum 36 2001; IG Medien; BBK...), Madrid (Galeria Montalban) u. a. 
Von 1996 bis 2003 war er Chefbühnenbildner am Südostbayerischen Städtetheater Landshut-Passau-Straubing und ist seit 2002 Ausstattungsleiter des Pfalztheaters Kaiserslautern. Bislang gehen über 100 Bühnenausstattungen, darunter diverse Ur- und Erstaufführungen, in Landshut, Passau, Zürich, Coburg, Pforzheim, Trier, Hof, Fürth, Münster am Bayerischen Staatsschauspiel in München, dem Staatstheater Darmstadt und am Pfalztheater Kaiserslautern auf sein künstlerisches Konto. Seit Beginn der Spielzeit 2012/2013 ist er auch dem Tiroler Landestheater Innsbruck als 1. Gastbühnenbildner verbunden, wo er im September 2012 mit Alfredo Catalanis La Wally debütierte. 2014 erhält er vom internationalen Opernmagazin "Opernwelt" für sein Bühnenbild von Verdis "Rigoletto" eine Nominierung zum Bühnenbildner des Jahres. 2018 folgte eine solche Nennung in der Zeitschrift "Die deutsche Bühne" für Strawinskis "The Rake´s Progress" am Pfalztheater Kaiserslautern.

## Auszeichnungen
- 2020: Österreichischer Musiktheaterpreis in der Kategorie Beste Ausstattung für Liliom am Tiroler Landestheater[3]